# Rosa Fazio Longo
Rosa Fazio, coniugata Longo (Campobasso, 6 luglio 1913 – Roma, 17 dicembre 2004), è stata una politica e attivista italiana.

## Biografia

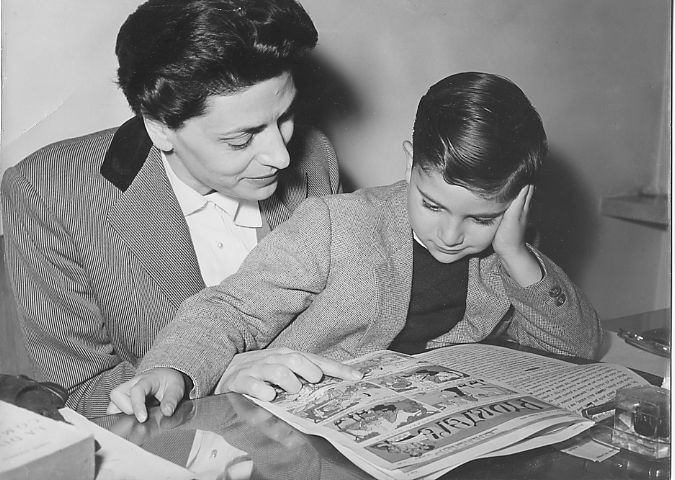
Rosa Fazio con il secondogenito Giuseppe Longo

Figlia di Giuseppe, avvocato e discendente di una nobile famiglia molisana, ed Evelina De Stefano, perde il padre volontario durante la prima guerra mondiale. Con la madre e la sorella Filomena si trasferisce prima da parenti a Foligno, poi a Roma, dove la madre prende residenza per permettere alle figlie di frequentare l'università.
In questo periodo Rosa conosce in facoltà il marito, Leonardo Longo, sposandosi in giovane età e dando alla luce il primo figlio, Pietro, a cui seguirà il secondogenito Giuseppe. Laureatasi in letteratura e in giurisprudenza ottiene l'incarico di docente presso una scuola romana.
Allo scoppio della seconda guerra mondiale il marito viene chiamato alle armi e nello stesso periodo aderisce al movimento clandestino di lotta contro il fascismo. Con Adele Bei e Laura Ingrao dà vita all'Unione donne italiane che si affianca al CNL durante gli anni della Resistenza.
Iscritta al Partito Socialista Italiano, diviene una delle più fervide sostenitrici dell'uguaglianza femminile e partecipa alle discussioni per l'accettazione del suffragio femminile. Eletta segretaria generale dell'UDI, carica che mantiene dal 1947 al 1959, nel 1948 viene candidata dal Partito nel Collegio Unico Nazionale ed eletta, prima deputata molisana della storia nella I legislatura della Repubblica Italiana.
Durante l'incarico parlamentare conosce il deputato comunista Carlo Olivero e si separa dal primo marito.
A seguito della Rivoluzione ungherese del 1956, segue Pietro Nenni nella scelta politica di condanna dell'invasione sovietica; con questa scelta si allontana dall'allineamento dell'UDI e abbandona l'incarico di segretario generale. Dopo alcuni anni decide di lasciare la politica attiva e si dedica all'insegnamento. Muore nella sua casa romana all'età di 91 anni.